# 국부 펀드

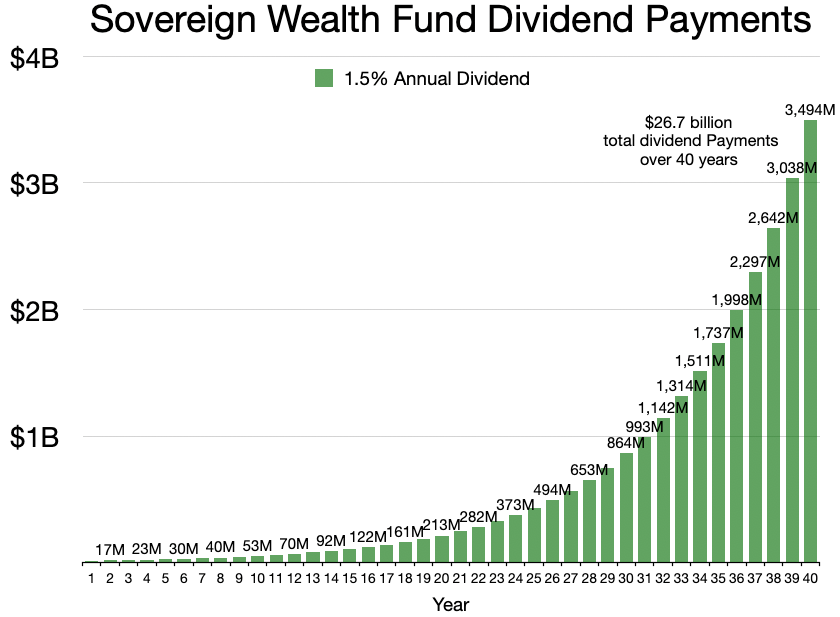
초기 투자 10억 달러에 대한 1.5%의 배당금 지급
40년간 배당금 지급액은 총 267억 달러였다. 배당금은 재투자되지 않았으며 정부 수입으로 사용될 수 있다.

국부 펀드(國富-, 영어: sovereign wealth fund, SWF)는 정부 자산을 운영하며 정부에 의해 직접적으로 소유되는 기관을 말한다. 국부펀드는 주식, 채권, 재산과 다른 금융 상품으로 구성된다.

## 역사
대부분의 국부 펀드는 외환보유고에서 기원했다. 원래 '외환보유고'는 금으로만 구성되어 있었다. 그러나 브레튼우즈 체제 아래에서 미국은 달러를 금에 고정시켰고 태환을 허용했다. 나중에 미국은 이를 포기했지만 달러는 불환 지폐로써는 안정적이었고 일반적인 준비 통화로 남았다. 1990년대 초반과 2000년대 후반, 중앙 은행은 여러 국가의 통화로 된 막대한 자산을 보유하게 되었다. 그 규모가 커지면서 국채 및 주식 시장의 규모보다 커지기 시작, 각국 정부는 특수한 목적을 위해 비전통적인 자산에 투자하는 기관을 설립하기 시작했다.
국부펀드라는 용어가 생긴 것은 2005년경이다. 여러 나라가 국부 펀드를 설립하면서 '국부펀드'라는 용어의 사용 빈도가 늘어나게 되었다. 국부펀드는 정부 자산을 운영하며 정부에 의해 직접적으로 소유되는 기관을 말하는데, 주식, 채권, 재산과 다른 금융 상품으로 구성된다.

## 성격·목적
일반적으로 국부펀드는 정부가 예산 흑자를 내고 외채는 적거나 없을 때 만들어진다. 많은 유동 자산을 현금으로 가지고 있거나 즉시 사용할 수 있도록 가지고 있는 것이 언제나 가능하지는 않으며 바람직하지도 않다. 특히 어떤 정부가 정부 수입을 다이아몬드, 구리, 석유 같은 천연 자원 수출에 의존 할 때 수입의 변동성을 낮추기 위해서, 경기 변동에 대응하기 위해서, 또는 후세에 돈을 남겨놓으려 할 때 국부 펀드가 설립될 수 있다. 이러한 목적으로 설립된 국부펀드는 노르웨이 정부연기금이 있다.
전략적 목적이나 국가 경제를 위해 국부펀드를 만드는 경우도 있다. 쿠웨이트 투자청은 걸프전 기간 동안 외화준비금 이상의 자금을 운용하였다. 부분적으로 싱가포르 투자청은 싱가포르를 국제적인 금융 중심지로 만들기 위해서 설립되었으며, 한국투자공사도 유사한 면이 있다.

## 초기 국부펀드
대부분의 국부펀드는 21세기 초 혹은 1990년대에 만들어졌지만 수십 년 전에 만들어진 것도 있다. 최초로 등록된 국부펀드 중 하나는 키리바티 자산균등화기금인데, 1956년에 길버트 제도의 영국 식민 정부가 인산염의 수출에 세금을 거둬 만들었다. 현재 키리바티 자산균등화기금의 규모는 5억 2천만 달러에 달한다.

## 비판
국부 펀드의 자산 규모가 커지고 중요해지면서, 여러 자산 시장에 잠재적으로 충격을 줄 수 있다. 일부 비판가들은 국부펀드가 국가안보에 해를 끼칠 수 있다고 주장한다. 또한 중앙은행이나 연기금과 똑같지는 않지만, 독특한 특징을 공유하고 있는데, 이는 특정한 정책이나 거시경제적 목표를 달성하기 위해 악용될 수 있다.

## 규모
2006년 말 기준, 국부펀드의 규모는 1조 달러부터 7조 달러까지 다양하다. 국부펀드의 규모는 어떻게 정의하는지에 따라 달라진다. 영국 《이코노미스트》는 국부펀드의 규모는 2조 5천억 달러라고 평가했다. 그러나 이 숫자는 국부펀드가 보유한 자산을 평가하기 어렵기 때문에 불확실하다. 헤지펀드의 시가 총액은 1조 6천억 달러이다. 그러나 헤지펀드의 규모 역시 불확실하다.
1,000억 달러 이상의 자산을 보유한 국부펀드를 슈퍼 세븐이라고 한다.

## 주요 국부펀드 목록
| 운용자산 기준 상위 20개 국부펀드 목록 | 운용자산 기준 상위 20개 국부펀드 목록 | 운용자산 기준 상위 20개 국부펀드 목록 | 운용자산 기준 상위 20개 국부펀드 목록 | 운용자산 기준 상위 20개 국부펀드 목록 | 운용자산 기준 상위 20개 국부펀드 목록 |
| 소유국·소유지역                       | 약칭                                  | 명칭                                  | 운용자산 (10억 달러)                  | 설립                                  | 재원                                  |
| ------------------------------------- | ------------------------------------- | ------------------------------------- | ------------------------------------- | ------------------------------------- | ------------------------------------- |
| 노르웨이                              | GPF-G                                 | 노르웨이 정부연기금                   | 1,738                                 | 1990년                                | 석유·가스                             |
| 중국                                  | CIC                                   | 중국투자공사                          | 1,332                                 | 2007년                                | 비상품                                |
| 중국                                  | SAFE                                  | 국가외환관리국 투자공사               | 1,090                                 | 1997년                                | 비상품                                |
| 아랍에미리트                          | ADIA                                  | 아부다비 투자청                       | 1,057                                 | 1976년                                | 석유·가스                             |
| 쿠웨이트                              | KIA                                   | 쿠웨이트 투자청                       | 1,029                                 | 1953년                                | 석유·가스                             |
| 사우디아라비아                        | PIF                                   | 공공투자기금                          | 925                                   | 1971년                                | 석유·가스                             |
| 싱가포르                              | GIC                                   | GIC                                   | 801                                   | 1981년                                | 비상품                                |
| 카타르                                | QIA                                   | 카타르 투자청                         | 526                                   | 2005년                                | 석유·가스                             |
| 홍콩                                  | HKMA                                  | 교환기금                              | 514                                   | 1935년                                | 비상품                                |
| 중국                                  | NSSF                                  | 전국사회보장기금이사회                | 414                                   | 2000년                                | 비상품                                |
| 싱가포르                              | CPF                                   | 중앙적립기금                          | 436                                   | 1955년                                | 연금 기금                             |
| 아랍에미리트                          | ICD                                   | 두바이투자공사                        | 341                                   | 2006년                                | 석유·가스                             |
| 튀르키예                              | TWF                                   | 튀르키예 국부 펀드                    | 317                                   | 2017년                                | 비상품                                |
| 아랍에미리트                          | PJSC                                  | 무바달라 투자공사                     | 302                                   | 2002년                                | 석유·가스                             |
| 싱가포르                              | TH                                    | 테마섹 홀딩스                         | 287                                   | 1974년                                | 비상품                                |
| 호주                                  | FF                                    | 미래기금                              | 223.4                                 | 2006년                                | 비상품                                |
| 대한민국                              | KIC                                   | 한국투자공사                          | 206.5                                 | 2005년                                | 비상품                                |
| 아랍에미리트                          | ADQ                                   | 아부다비 개발 지주                    | 196                                   | 2018년                                | 비상품                                |
| 이란                                  | NDFI                                  | 이란 국가개발기금                     | 156                                   | 2011년                                | 석유·가스                             |
| 러시아                                | NWF                                   | 러시아 국부펀드                       | 133                                   | 2008년                                | 석유·가스                             |

## 같이 보기
- 금보유고
- 외환보유고